# Callum Hudson-Odoi
Callum James Hudson-Odoi (* 7. listopadu 2000 Londýn) je anglický profesionální fotbalista, který hraje na pozici křídelníka za anglický klub Nottingham Forest FC. V roce 2019 odehrál také 3 utkání v dresu anglické reprezentace.
Během působení v akademii Chelsea byl Hudson-Odoi součástí sestavy v roce 2017, která zvítězila v Premier League do 18 let a v FA Youth Cupu. Jeho forma v mládežnických týmech ho vystřelila až do A-týmu, kde si v lednu 2018 připsal seniorský debut.
Hudson-Odoi rovněž zažil úspěchy s mládežnickými reprezentacemi Anglie. V roce 2017 byl součástí týmů, které zvítězily na Mistrovství světa do 17 let a skončily druhé na Mistrovství Evropy do 17 let. V dubnu 2017 se stal nejmladším hráčem, který kdy nastoupil za anglickou reprezentaci do soutěžního utkání. Stalo se tak během kvalifikace na Mistrovství Evropy 2020 proti České republice.

## Klubová kariéra

### Chelsea

#### Mládí
Hudson-Odoi se připojil k Chelsea v roce 2007 a debut v týmu do 18 let si připsal v srpnu 2016. Během 25 zápasů vstřelil 8 branek a asistoval při vítězství v FA Youth Cupu. Pro Chelsea to bylo 8. vítězství v této soutěži. Později byl Hudson-Odou povolán do týmu do 23 let v pouhých 16 letech. Navíc vsítil čtyři branky během tří zápasů EFL Trophy, v zápase proti Plymouth Argyle v rámci EFL League One vstřelil dvě branky a pomohl tak k remíze 2-2.
20. prosince 2017 byl Hudson-Odoi poprvé součástí A-týmu Chelsea v zápase EFL Cupu proti Bournemouthu. Chelsea vyhrála tento zápas 2-1. 28. ledna 2018 se Hudson-Odoi dočkal svého debutu za A-tým během FA Cupu proti Newcastelu United. Na hřiště vstoupil v 81. minutě za Pedra, zápas skončil domácí výhrou 3-0. Debut v Premier League si připsal 31. ledna při domácí prohře 0-3 proti Bournemouthu.

#### 2018/19
Po příchodu nového trenéra Maurizia Sarriho se díky tvrdé práci v předsezónní přípravě Hudson-Odoi dostal do sestavy pro tuto sezonu. 5. srpna 2018 zapsal svůj první start v FA Community Shield Cupu. Jenže Chelsea svůj zápas nezvládla a podlehla Manchesteru City 0-2, Hudson-Odoi odehrál 59. minut. 29. listopadu v jeho prvním zápase v Evropské lize proti PAOKu vstřelil první gól v A-týmu, zápas skončil vítězstvím pro londýnský celek 4-0.
5. ledna 2019, ve třetím kole FA Cupu proti Nottinghamu Forest nahrál při výhře 2-0 na oba góly Álvaru Moratovi. Během lednového přestupového období se Hudson-Odoi dostal podle mnoha zdrojů do hledáčku německého Bayernu Mnichov. Trenér Chelsea Mauritio Sarri zkritizoval veřejné chování Bayernu. 26. ledna 2019 bylo oznámeno požádání o přestup ze strany Hudsona-Odoie. I přes to odehrál v dalším zápase celých 90 minut. Při výhře v FA Cupu 3-0 proti Sheffieldu Wednesday pomohl brankou. O dva dny později Maurizio Sarri oznámil, že Hudson-Odoi zůstává v týmu.
V březnu 2019 si Chelsea stěžovala na rasismus mířený na Hudsona-Odoi ze strany fanoušků Dynama Kyjev. 3. dubna zaznamenal první start za Chelsea v Premier League proti Brightonu. Při výhře 3-0 nahrával na úvodní gól Olivieru Giroudovi. Díky tomu se stal, ve věku 18 let a 146 dní, nejmladším hráčem klubu, který asistoval při svém debutu. 22. dubna 2019 střídal proti Burnley již v prvním poločase z důvodu zranění Achillovy šlachy. Díky tomuto zranění přišel o zbytek sezony.

#### 2019/20
V březnu 2020 u něj byla potvrzena nákaza nemocí covid-19, což vedlo k následnému přerušení sezóny 2019/2020.

## Reprezentační kariéra
Hudson-Odoi reprezentoval Anglii v každé věkové kategorii od U16 po U19. V dubnu 2017 byl nominován do sestavy pro Mistrovství Evropy do 17 let. Gól vstřelil v semifinále proti Turecku a postoupil s týmem do finále, kde ale Anglie podlehla na penalty Španělsku. Díky svým výkonům se dostal do nejlepší jedenáctky celého turnaje. Hudson-Odoi byl také důležitým hráčem pro Anglii na Mistrovství světa do 17 let. Během turnaje odehrál všech 7 utkání, a také 90 minut ve finále proti Španělsku, ve kterém Anglie zvítězila 5-2.
V březnu 2018 skóroval Hudson-Odoi v zápase Anglie U18 proti Bělorusku. V září téhož roku potom za Anglie U19 skóroval proti Belgii.
Do týmu Anglie U21 byl poprvé povolán v březnu 2019. Jenže z důvodu zranění jednoho z členů seniorské reprezentace, ho trenér Gareth Southgate povolal do týmu na zápasy kvalifikace na Mistrovství Evropy 2020 proti Česku a Černé Hoře. Hudson-Odoi o nominaci řekl, že je šokovaný a splnil se mu sen. Svůj debut si připsal 22. března, když vstoupil na trávník stadionu Wemlbey při výhře 5-0 proti Česku. Díky tomu se stal nejmladším hráčem Anglie, který zasáhl do soutěžního utkání. Ve věku 18 let a 135 dní překonal o 40 dní rekord Duncana Edwardse z roku 1955.
O tři dny později zasáhl do zápasu proti Černé Hoře již od začátku. V zápase, který skončil 5-1 pro Anglii, nahrál na gól svému spoluhráči z Chelsea Rossu Barkleymu. Díky startu od první minuty se stal Hudson-Odoi druhým nejmladším hráčem Anglie, kterému se to povedlo. Před ním je jen Wayne Rooney, který tento rekord drží z roku 2003.

## Statistiky

### Klub
Platné k 16. února 2019
| Klub                         | Sezóna            | Liga              | Liga   | Liga | FA Cup | FA Cup | EFL Cup | EFL Cup | Evropské poháry | Evropské poháry | Ostatní | Ostatní | Celkově | Celkově |
| Klub                         | Sezóna            | Soutěž            | Zápasy | Góly | Zápasy | Góly   | Zápasy  | Góly    | Zápasy          | Góly            | Zápasy  | Góly    | Zápasy  | Góly    |
| ---------------------------- | ----------------- | ----------------- | ------ | ---- | ------ | ------ | ------- | ------- | --------------- | --------------- | ------- | ------- | ------- | ------- |
| Chelsea                      | 2017/18           | Premier League    | 2      | 0    | 2      | 0      | 0       | 0       | 0               | 0               | 0       | 0       | 4       | 0       |
| Chelsea                      | 2018/19           | Premier League    | 10     | 0    | 2      | 1      | 2       | 0       | 9               | 4               | 1       | 0       | 24      | 5       |
| Chelsea                      | 2019/20           | Premier League    | 22     | 1    | 4      | 1      | 2       | 1       | 5               | 0               | 0       | 0       | 33      | 3       |
| Chelsea                      | 2020/21           | Premier League    | 23     | 2    | 5      | 1      | 2       | 0       | 7               | 2               | —       | —       | 37      | 5       |
| Chelsea                      | 2021/22           | Premier League    | 15     | 1    | 3      | 1      | 3       | 0       | 5               | 1               | 2       | 0       | 28      | 3       |
| Chelsea                      | Celkově           | Celkově           | 72     | 4    | 16     | 4      | 9       | 1       | 26              | 7               | 3       | 0       | 126     | 16      |
| Bayer Leverkusen (hostování) | 2022/23           | Bundesliga        | 12     | 0    | 0      | 0      | —       | —       | 7               | 1               | —       | —       | 19      | 1       |
| Celkově v kariéře            | Celkově v kariéře | Celkově v kariéře | 84     | 4    | 16     | 4      | 9       | 1       | 33              | 8               | 9       | 4       | 151     | 21      |

### Reprezentace
| Anglie  | Anglie | Anglie |
| Rok     | Zápasy | Góly   |
| ------- | ------ | ------ |
| 2019    | 3      | 0      |
| Celkově | 3      | 0      |